# Like for Likes
Like for Likes (en hangul, 좋아해줘) es una película surcoreana de comedia romántica dirigida por Park Hyun-jin. Estrenada en Corea del Sur el 17 de febrero de 2016 por CJ Entertainment.

## Argumento
El popular actor Noh Jin-woo (Yoo Ah In), quien convierte en éxito cada proyecto en el que actúa, acaba de regresar de su servicio militar. Jo Kyung-ah (Lee Mi-yeon) es la guionista más famosa de series dramáticas en el país y definitivamente no quiere que Jin woo protagonice su siguiente serie. Noh Jin woo también se niega a trabajar con ella, hasta que la ve en una boda junto a su hijo, ahora se pregunta si él es el padre.
Jung sung-chan (Kim Joo Hyuk) es dueño de un restaurante japonés. Antes de su boda, alquiló el apartamento de la azafata Joo-ran (Choi Ji Woo), pero luego de alquilarlo Sung-chan fue abandonado por su prometida. Joo-ran es estafada al comprar un nuevo apartamento y ahora no tiene donde quedarse. Sung-chan le ofrece compartir el apartamento.
Lee Soo-ho (Kang Ha Neul) es un compositor apuesto e inseguro quien nunca ha tenido novia. Es cliente regular  en el restaurante de Sung-chan, donde conoce a la despreocupada productora Jang Na-yeon (Esom). Después de intercambiar mensajes en Facebook, Soo-ho y Na-yeon inician una relación. Sin embargo, Soo-ho mantiene en secreto su discapacidad auditiva.

## Reparto
- Lee Mi-yeon es Jo Kyung-ah.
- Yoo Ah In es Noh Jin-woo.
- Kim Joo Hyuk es Jung sung-chan.
- Choi Ji Woo es Ham Joo-ran.
- Kang Ha-neul es Lee Soo-ho.
- Esom es Jang Na-yeon.
- Han Jae-young es Jung Il-kyu.
- Baek Chang-min es Jung Ui-joo.
- Park Hee-von es la madre de Jung Ui-joo.
- Ji Yoon-ho es Jae-byung.
- Heo Jung-do es el Director Heo.
- Lee Jung-eun es la agente de bienes raíces.

## Recepción
La película obtuvo el tercer lugar en su fin de semana de estreno en Corea del Sur, ganando $2.09 millones.

## Premios y nominaciones
| Año  | Premio                    | Categoría                     | Nominado    | Resultado |
| ---- | ------------------------- | ----------------------------- | ----------- | --------- |
| 2016 | 52nd Baeksang Arts Awards | Actriz Más Popular (Película) | Lee Mi-yeon | Nominada  |
| 2016 | 52nd Baeksang Arts Awards | Actriz Más Popular (Película) | Choi Ji Woo | Nominada  |